# Observatorio Karl Schwarzschild

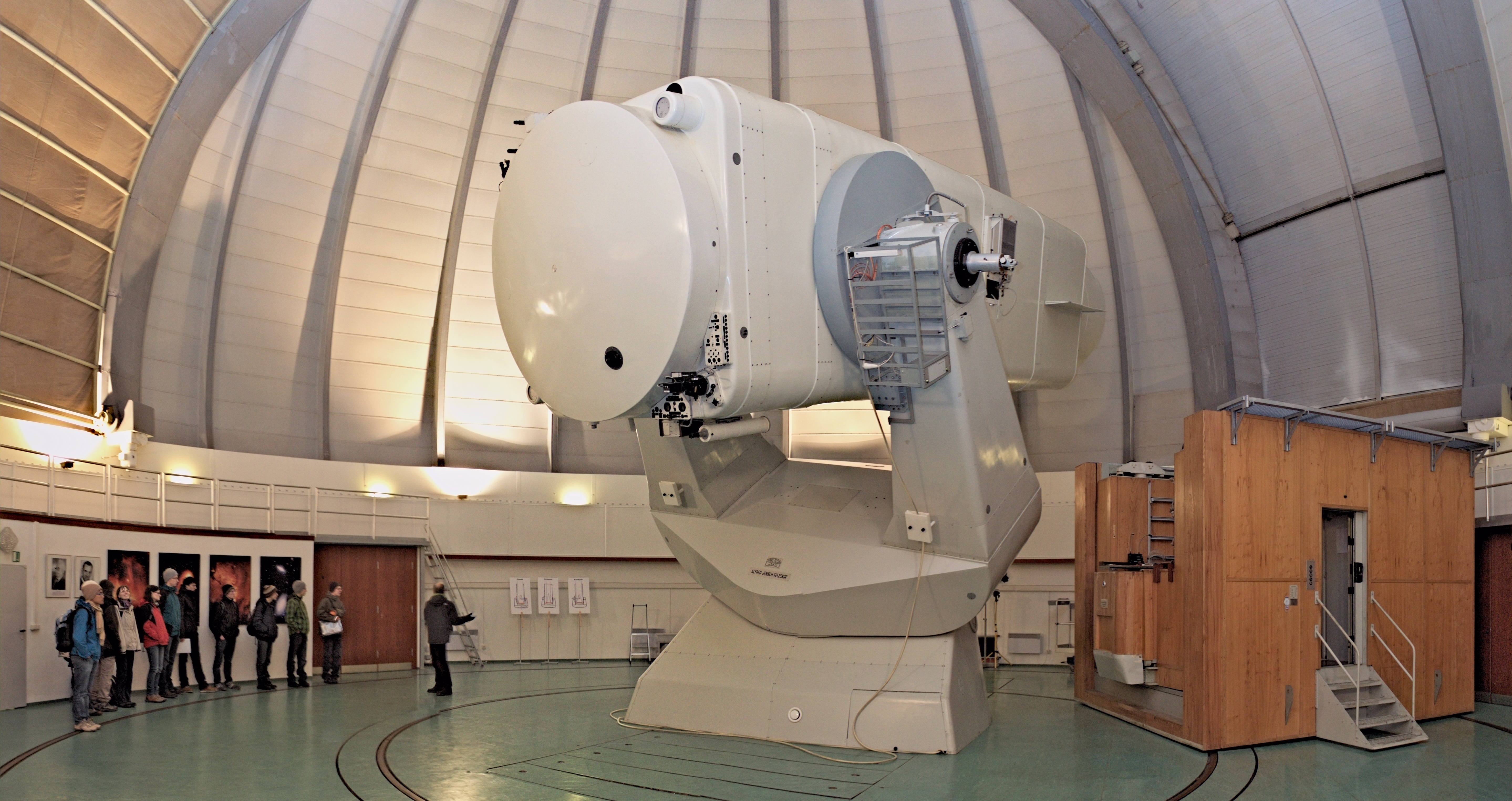
Telescopio Alfred Jensch

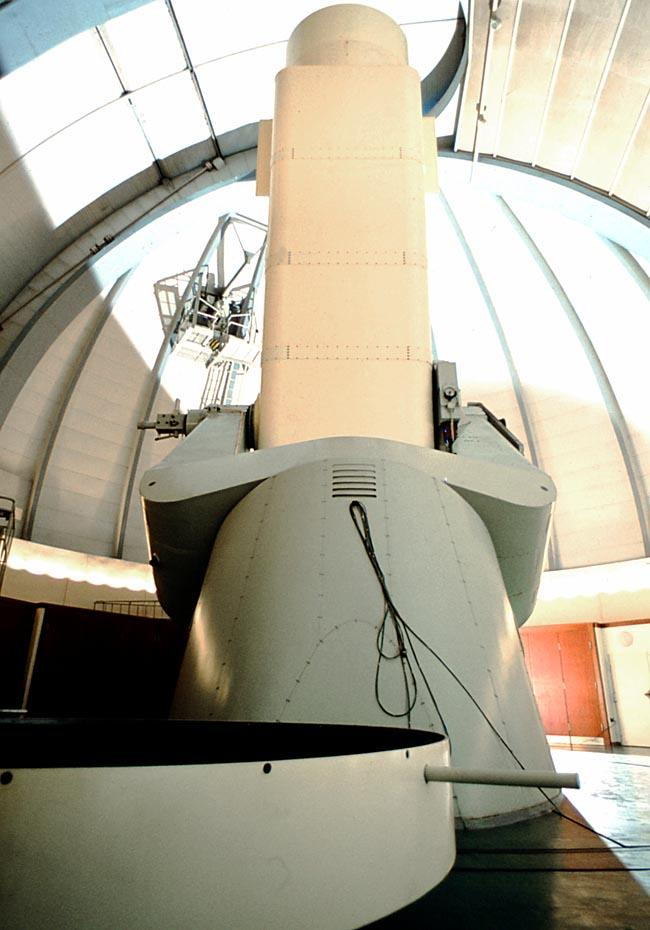
Telescopio Alfred-Jensch

El Karl-Schwarzschild-Observatorium (Observatorio de Karl Schwarzschild) es un observatorio astronómico cuya propiedad y dirección son del Instituto de Thüringer Landessternwarte (Observatorio Estatal de Turingia) ’Karl Schwarzschild’ Tautenburg. En 1992 fue adquirido por el estado de Turingia. Cuenta con el telescopio más grande de Alemania y el de mayor cámara de Schmidt del mundo (2 metros) que fue producido por VEB Zeiss Jena (la rama de Zeiss en Jena, situada en la entonces Alemania Oriental). 
Se encuentra en Tautenburg, Alemania (10 kilómetros al noreste de Jena), fue fundado en 1960 y lleva el nombre del célebre físico Karl Schwarzschild.
El 5 de abril de 2005, el observatorio observó un exoplaneta alrededor de la estrella HD 13189.

## Historia
La idea básica de la construcción de un gran telescopio en Alemania fue planteada en la década de 1930 por el astrónomo Paul Guthnick, que por entonces ya mantuvo conversaciones con la fábrica Zeiss de Jena.
En 1939, el astrofísico Hans Kienle manifestó la necesidad de construir telescopios más grandes en un discurso ante la Academia de Ciencias en Gotinga, para poder competir con los reflectores de entre 60 y 80 pulgadas que por entonces se estaban instalando en Norteamérica, tomando como referencia el Observatorio de Monte Palomar, fundado en 1928. El desarrollo de esta idea fue retrasado por el estallido de la Segunda Guerra Mundial, pero finalmente se firmó el contrato para construir un telescopio reflector universal de 2 m de diámetro con la empresa Carl Zeiss Jena el 6 de junio de 1949.
Los trabajos de diseño y construcción del telescopio se iniciaron ese mismo año bajo la dirección de Alfred Jensch. En junio de 1956 el pleno de la Academia Nacional de Ciencias fundó en Berlín la Dirección para la construcción del telescopio de 2 m dirigida por Kienle, a quien se le encomendó la construcción de un observatorio adecuado para el telescopio reflector en proceso de fabricación.
Para decidir el emplazamiento más adecuado, se establecieron tres condiciones principales: mínimo resplandor del cielo; ausencia de polvo atmosférico; y la ausencia de vibraciones sísmicas o de cualquier otro tipo. Se pensó en distintos emplazamientos (como Sonnenberg o Potsdam), pero finalmente se eligió Tautenburg (próximo a la fábrica de Zeiss en Jena y al Observatorio de la Universidad), elección condicionada por la división de Alemania. En 1957 se hicieron mediciones de vibraciones sobre el emplazamiento propuesto en Tautenburger Forst, confirmándose la idoneidad del lugar elegido.
La construcción de los edificios del observatorio se inició a finales de 1957. En primer lugar, se construyó una carretera de acceso de 1,5 kilómetros, y a continuación comenzó la edificación de la cúpula, de la vivienda del director y de las dependencias técnicas.
Las pruebas en fábrica del telescopio se terminaron en julio de 1960, tras lo que la base se llevó a Tautenburg y se almacenó allí a la espera de poder ser montado antes de rematar la cúpula.
El 12 de octubre de 1960 se montó el espejo principal, mientras que el montaje de la cúpula finalizó cuatro días después, llevándose a cabo la inauguración oficial en un acto solemne el día 19 de octubre. La instalación fue nombrada "a propuesta de la Junta, Observatorio Karl Schwarzschild". 
Con la entrega de este telescopio, la fábrica Carl Zeiss de Jena aumentó su renombre mundial. Con el telescopio reflector Universal de 2 m de diámetro, se construyó la cámara Schmidt más grande del mundo, con una distancia focal de 4 m y un corrector de 134 cm de diámetro. Además, se dispusieron con el telescopio un sistema Cassegrain con una longitud focal de 21 m y un sistema de Coude con una longitud focal de 92 m.
La masa total del telescopio es de 65 toneladas, y el cuerpo tubular que puede pivotar alrededor del eje de declinación tiene una masa de 26 toneladas. El cojinete de forma esférica del eje horario, coincide con el centro de gravedad del dispositivo. La cúpula del telescopio de 20 m de diámetro tiene una masa de 180 toneladas, con una apertura de 5 m y está impulsada por cuatro motores con una potencia de 4 kW cada uno. 
Tras la apertura oficial todavía no era posible realizar observaciones, ya que fue necesario realizar tareas de ajuste. Por fin, el 16 de noviembre de 1960 el telescopio vio su primera luz de forma plenamente operativa.
Desde entonces, el observatorio ha experimentado sucesivas mejoras y repetidos procesos de modernización, y continúa siendo uno de los centros punteros de investigación astronómica en Europa.